# 鈴房ありさ
鈴房 ありさ（すずふさ ありさ、1987年1月4日 - ）は、日本の元AV女優（ティーパワーズ所属）。
趣味:プリクラ。特技:剣道。

## 略歴・人物
2005年11月に“現役モデル”の触れ込みでAVデビュー。

## 出演作品

### アダルトビデオ
2005年
- CANDY Special Edition （11月25日、メディアバンク） ※デビュー作
- 南の島 君と二人 （12月16日、メディアバンク）

2006年
- ファッションモデル痴女 マッハ騎乗位 （1月27日、メディアバンク）
- 鈴房ありさのかんなりハード （2月24日、メディアバンク）
- 捕まえたっ! 鈴房ありさをレイプしろっ! （3月24日、メディアバンク）
- スケベでオシャレな女の子 （4月15日、トップワン）
- CUTIE★BITCH!! （5月15日、トップワン）
- PERFECT CHOICE （5月26日、メディアバンク） ※総集編
- ファッションモデル 祝!セルデビュー （6月1日、ワンズファクトリー）
- イカせ続けると女はどーなるのか? （7月1日、ワンズファクトリー）
- ぶっかけプリンセス （8月1日、ワンズファクトリー）
- ツンデレ女教師 （9月1日、ワンズファクトリー）
- 痴嬢王 （11月2日、グレイズ）
- 鈴房ありさ 完全版 （12月1日、ワンズファクトリー） ※総集編
- エロカワe→GIRLアゲアゲ温泉コンパ 混浴 （12月22日、グレイズ）

2007年
- 生中出し （1月19日、グレイズ）
- ファッションモデルが初めての黒人とFUCK （2月7日、プレミアム）
- プレミアデジタルモザイク Vol.21 （3月7日、プレミアム）
- 中出し、乱交、ハードコア。 （4月7日、プレミアム）…共演:姫野愛
- 携帯ショップの受付嬢 （5月11日、TMA）…オムニバス作品 他出演:姫川りな、大石めぐみ、桜木トモ
- 競泳水着ずらしハメ COLLECTION （5月11日、I.B.WORKS）…オムニバス作品 他出演:姫川りな、桜木トモ、若葉ひな、風間ゆみ、椎名真央、美咲沙耶、山城美姫、大石めぐみ

### イメージビデオ
- 覚悟 （2005年9月16日、スパイスビジュアル）

### デジタル写真集
- 濡れたくびれボディ （2007年1月、トータルサプライズ）